# Schinus
Schinus is een geslacht uit de pruikenboomfamilie (Anacardiaceae). De soorten komen voor van Peru tot in Brazilië en zuidelijk Zuid-Amerika.

## Soorten
- Schinus areira L.
- Schinus bumelioides I.M.Johnst.
- Schinus engleri F.A.Barkley
- Schinus fasciculata (Griseb.) I.M.Johnst.
- Schinus ferox Hassl.
- Schinus gracilipes I.M.Johnst.
- Schinus johnstonii F.A.Barkley
- Schinus kauselii F.A.Barkley
- Schinus latifolia (Gillies ex Lindl.) Engl.
- Schinus lentiscifolia Marchand
- Schinus longifolia (Lindl.) Speg.
- Schinus marchandii F.A.Barkley
- Schinus meyeri F.A.Barkley
- Schinus microphylla I.M.Johnst.
- Schinus molle L.
- Schinus montana Engl.
- Schinus myrtifolia (Griseb.) Cabrera
- Schinus odonellii F.A.Barkley
- Schinus pampeana Bordignon & Vog.Ely
- Schinus patagonica (Phil.) I.M.Johnst. ex Cabrera
- Schinus pearcei Engl.
- Schinus pilifera I.M.Johnst.
- Schinus polygama (Cav.) Cabrera
- Schinus praecox (Griseb.) Speg.
- Schinus ramboi F.A.Barkley
- Schinus roigii Ruíz Leal & Cabrera
- Schinus sinuata (Griseb.) Engl.
- Schinus spinosa Engl.
- Schinus talampaya Fabbroni & M.A.Zapater
- Schinus terebinthifolia Raddi - Roze peper
- Schinus uruguayensis (F.A.Barkley) Silva-Luz
- Schinus velutina (Turcz.) I.M.Johnst.
- Schinus venturii F.A.Barkley
- Schinus weinmanniifolia Engl.

... · 
Anacardium · 
Bouea · 
Buchanania · 
Cotinus · 
Mangifera · 
Pistacia (Pistache) · 
Protorhus · 
Rhus · 
Schinus · 
Sclerocarya · 
Sorindeia · 
Spondias · 
Toxicodendron · 
...